# Distrito de Darayim
Darayim es un distrito de la Provincia de Badakhshan, Afganistán. Fue creado en 2005 con parte del distrito de Fayzabad. Tiene una población de aproximadamente 65.000 personas. Cuenta también con una población estable de ismailíes.